# Salzsiedepfanne

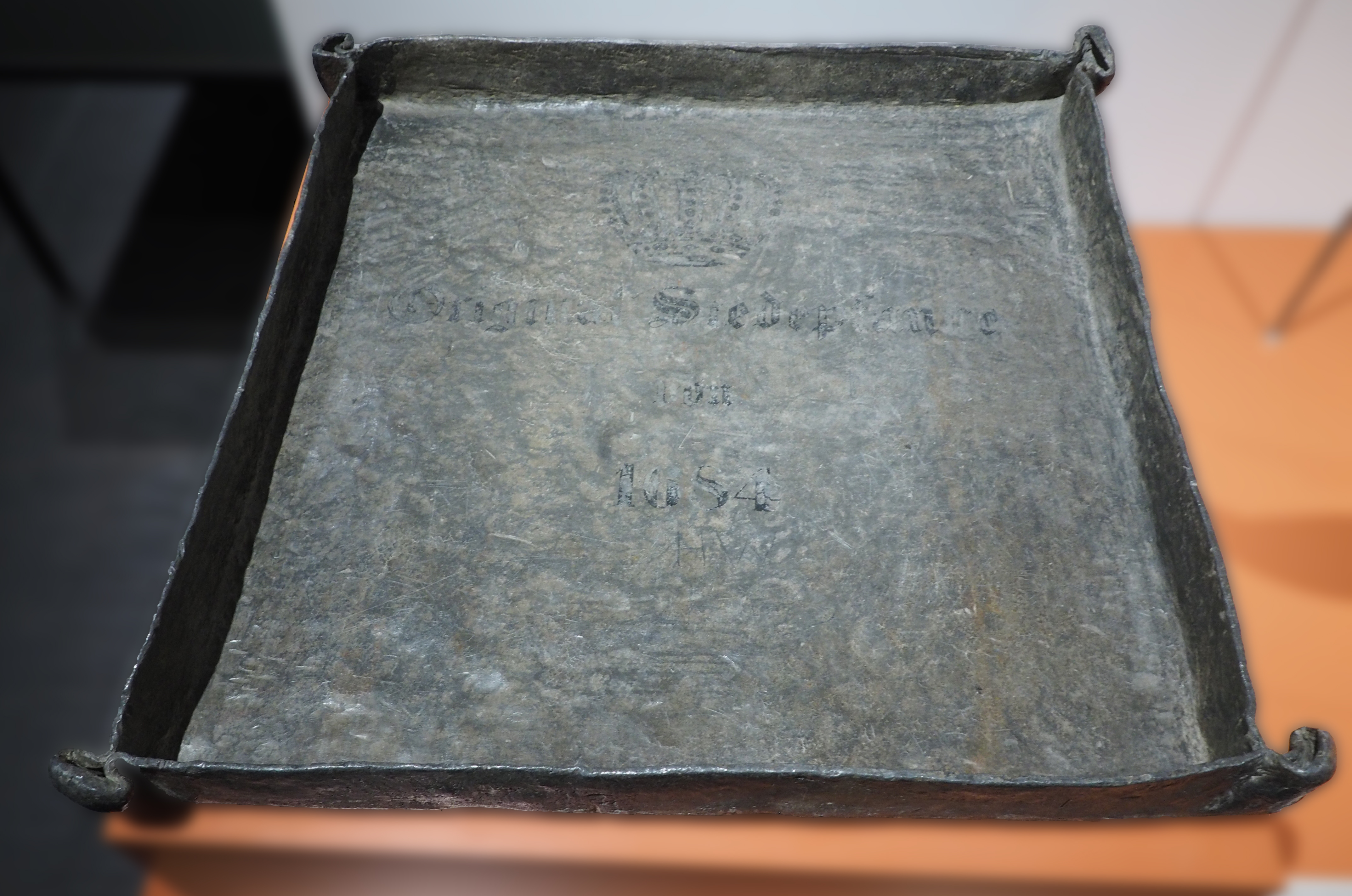
Original-Siedepfanne (vermutlich um 1775)

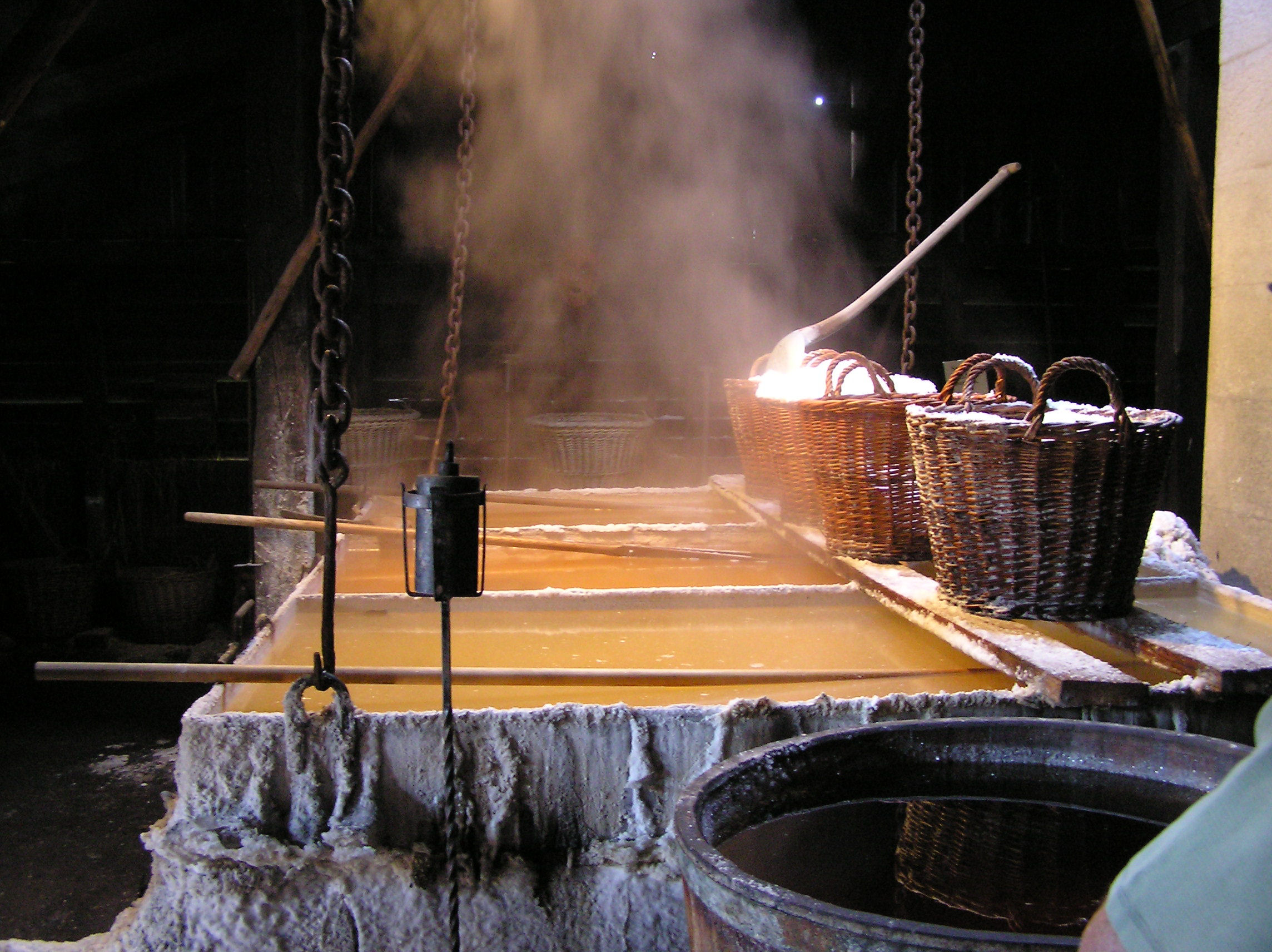
Salzsiedepfanne, eingelassen in einen gemauerten Herd und mit Sole befüllt, daneben Körbe mit bereits ausgeschlagenem Salz, Freilichtmuseum auf Læsø, Dänemark (2005)

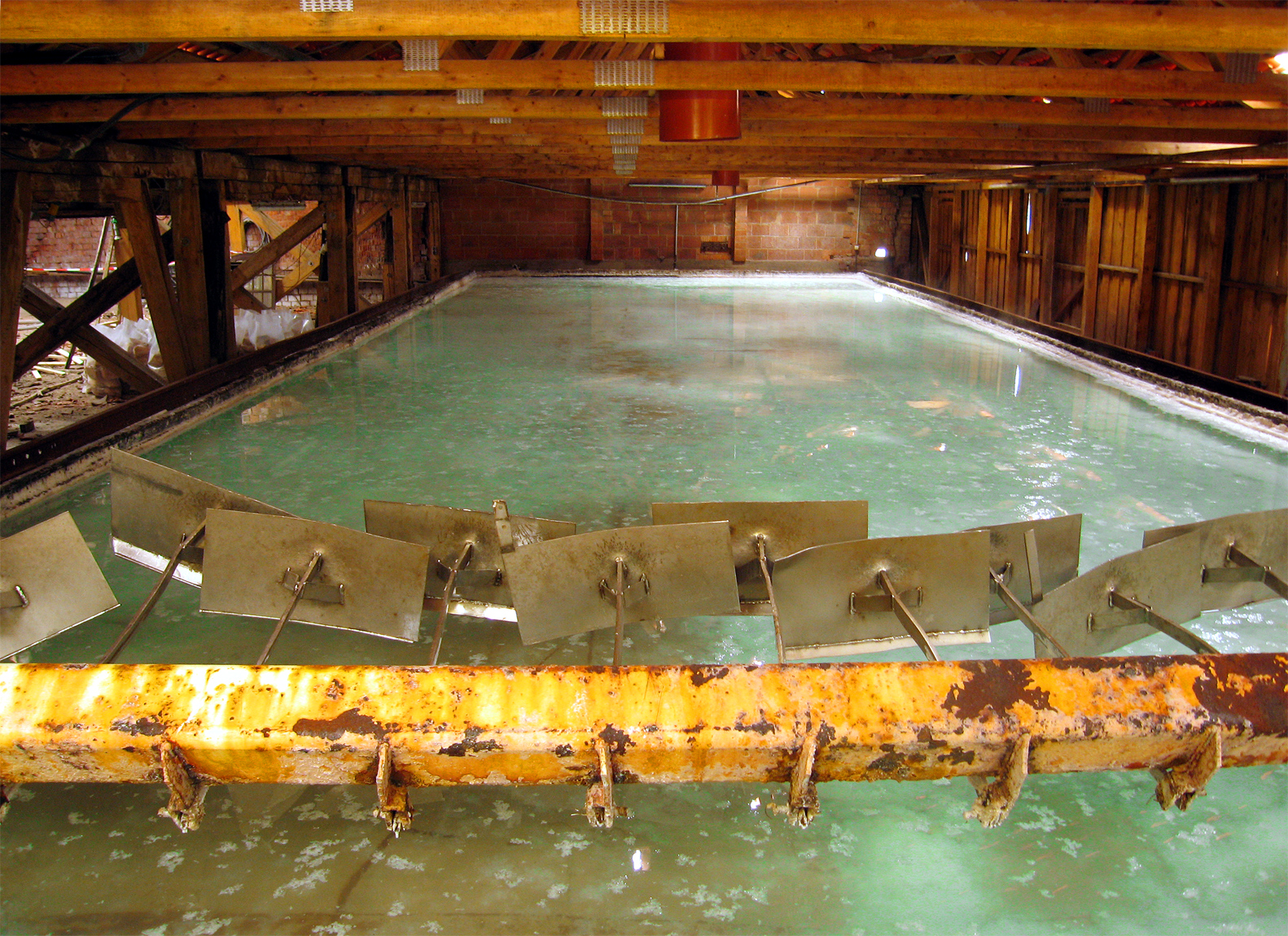
Eine der rund 160 m² großen Salzsiedepfannen der Saline Luisenhall. Zur Gewinnung von 1 t Salz sind fast 0,5 t Steinkohle notwendig (2006)

Eine Salzsiedepfanne, historisch auch Sudpfanne, ist ein flacher metallener Behälter, der in vorindustrieller Zeit zur Gewinnung von Speisesalz verwendet wurde.
Technisch abgelöst wurde der energieaufwändige Prozess der Salzgewinnung in Salzsiedepfannen durch die Brüdenkompression.

## Allgemeines
In der Pfanne wurde Sole zum Sieden gebracht. Der dabei zunächst entstandene „Soleschaum“, der schwerlösliche Verunreinigungen enthielt, wurde mit dem Berlöffel, einer Art Schaumkelle, abgeschöpft. Durch das Sieden verdampfte immer mehr Wasser aus der Sole, sodass deren Salzkonzentration stieg. Bei Erreichen der sogenannten Sättigungskonzentration begann schließlich das Salz aus der Sole auszufallen. Das auf den Boden der Pfanne abgesunkene Salz wurde mit einer Schaufel am Rand der Pfanne aufgehäuft und anschließend in einen separaten Behälter umgesetzt („ausgeschlagen“). Die Salzsiedepfannen bestanden bis zum 18. Jahrhundert aus Blei, später aus Eisen. Sie besaßen keine Griffe oder Henkel, sondern wurden mit Hilfe sogenannter Pfannhaken gehandhabt. Befeuert wurden sie mit Holz oder Torf. Die Gebäude, in denen die Pfannen standen und betrieben wurden, nannte man Sudhäuser, Siedehäuser oder Siedesalinen, im österreichischen Salzkammergut auch Pfannhäuser.
Nach der Siedepfanne wurden die Salzsieder, die Betreiber (Volleigentümer, Teilhaber, Pächter) eines Salzsiedebetriebes, auch als Pfänner bezeichnet. An die Pfännerschaft, die Genossenschaft aller Salzsieder bzw. Pfänner einer Ortschaft mit Salzgewinnung, wurde im Mittelalter das Salzregal verliehen.

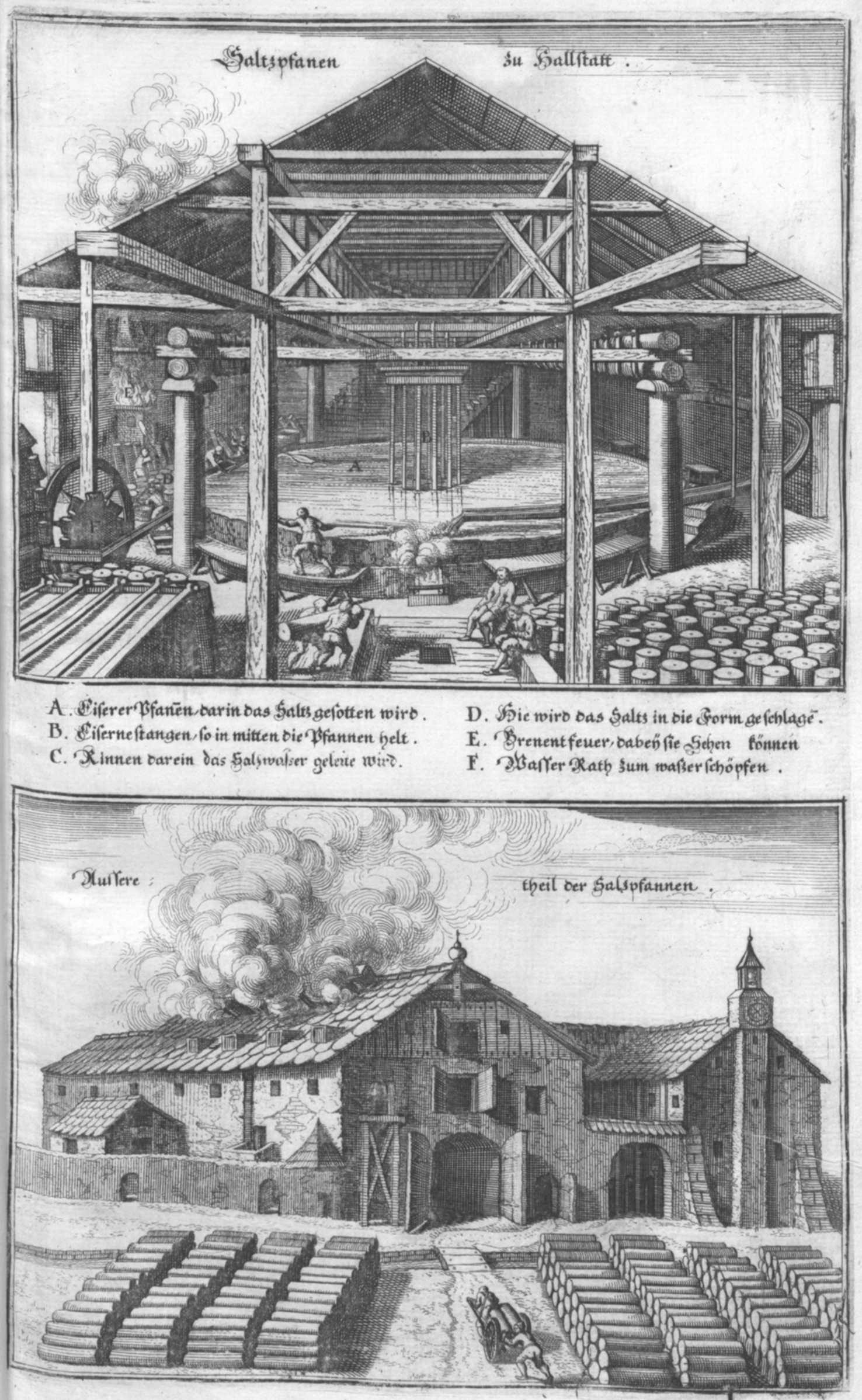
Die Saltzpan zu Hallstätt (Merian, 1679)
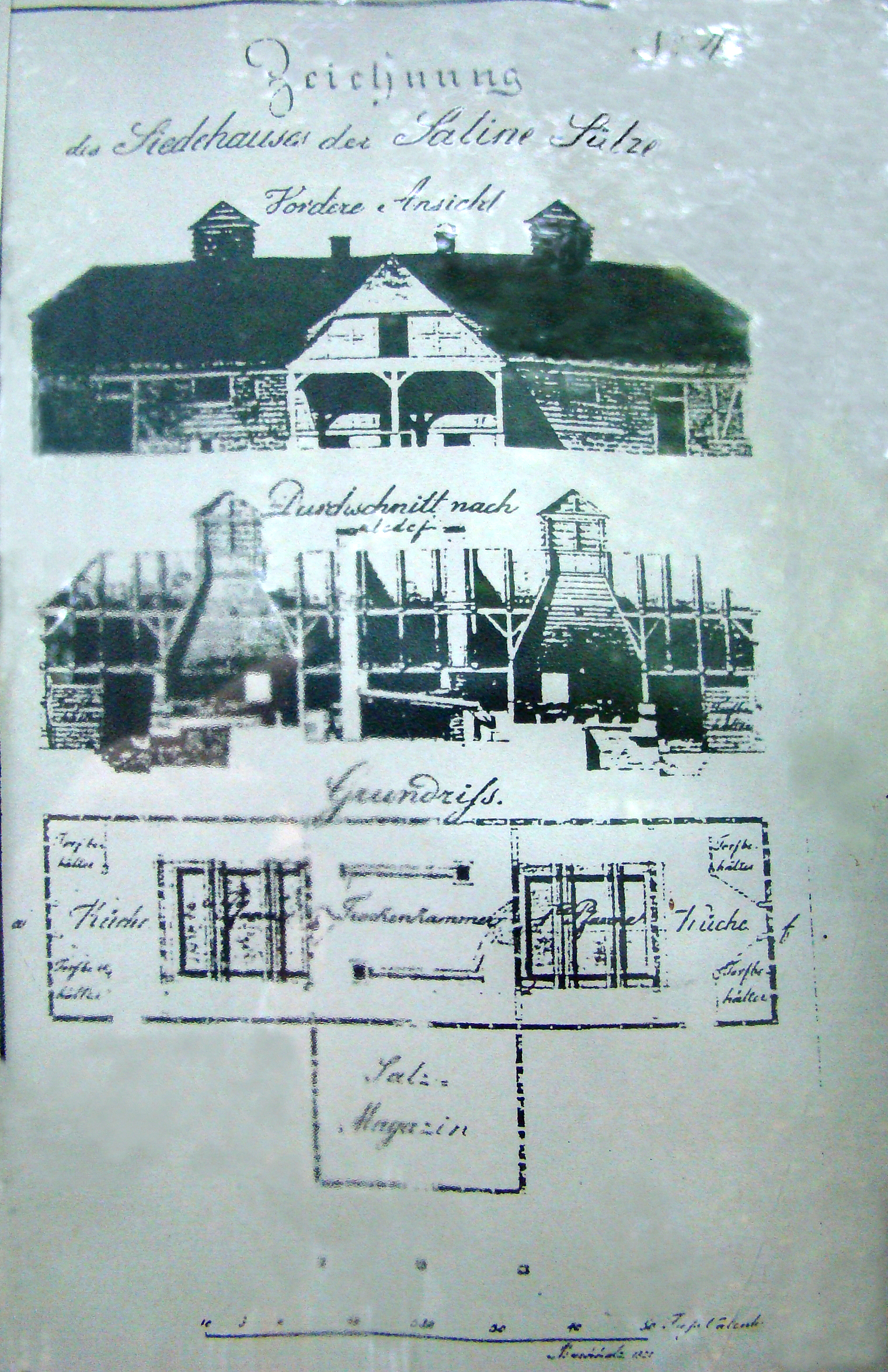
Siedehaus mit 2 Pfannen (Zeichnung von 1821)

## Heraldik
In der Heraldik ist die Salzsiedepfanne, kurz nur Salzpfanne, eine selten anzutreffende gemeine Figur. Sie ist seltener als andere Wappenfiguren, die das Salzsiedehandwerk symbolisieren (u. a. Pfannhaken und Salzkristalle). Aufgrund dieses geringen Gebrauchs hat sich keine heraldische Form, das heißt keine konventionelle, mitunter stark stilisierte Darstellungsweise der Salzpfanne herausgebildet (vgl. beispielsweise →heraldische Lilie).

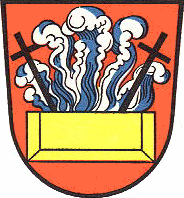
Salzpfanne im Wappen von Salzderhelden
Wappen von Kołobrzeg (Kolberg), im ersten Feld eine Siedepfanne, im zweiten die Pfannhaken
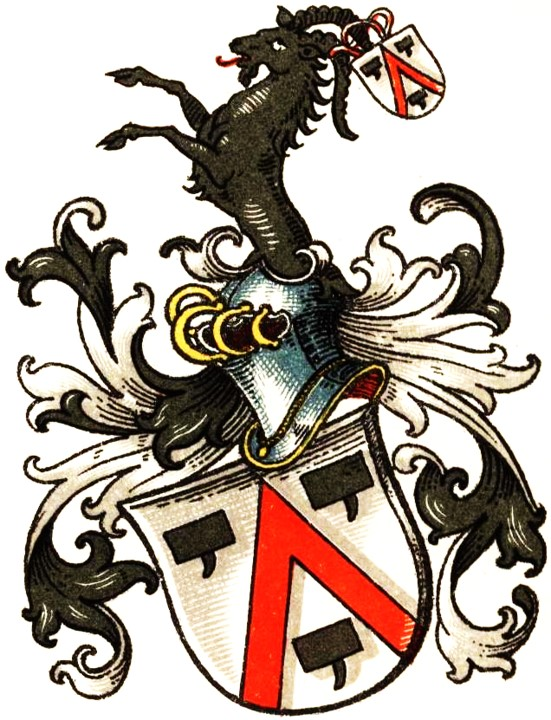
Stammwappen der Bock, Erbsälzer, mit drei schwarzen Salzsiedepfannen